# Ochotnicki Potok
Ochotnicki Potok – potok, prawy dopływ potoku Rolnickiego. Jego zlewnia znajduje się we wsi Ochotnica Dolna w województwie małopolskim, w powiecie nowotarskim, w gminie Ochotnica Dolna.
Potok wypływa na wysokości 1120 m pod szczytem Lubania na północnych stokach Pasma Lubania w Gorcach. Spływa w kierunku północnym, w dolnym biegu zakręcając na północny zachód. Uchodzi do potoku Rolnickiego na wysokości ok. 720 m. Z prawej strony do Ochotnickiego Potoku uchodzi 5 niewielkich cieków wodnych wcinających się w zbocza Pasterskiego Wierchu.
Cała zlewnia Ochotnickiego Potoku znajduje się na porośniętych lasem stromych zboczach górskich należących do miejscowości Ochotnica Dolna. W dolinie potoku znajdują się zarastające lasem polany, m.in. polana Rynsztoki.